# Campeonato Brasileiro Série A 1987
In 1987 werd de 31ste editie van het Campeonato Brasileiro Série A gespeeld, de hoogste voetbalcompetitie in Brazilië. De officiële naam in die tijd was Copa Brasil. De competitie werd gespeeld van 11 september tot 13 december. Sport werd kampioen. Door onenigheden waren er dat jaar twee competities, de Copa União (groene module) en de Taça Roberto Gomes Pedrosa (gele module). 

## Achtergrond
Al in het voorgaande jaar was er onenigheid over het aantal clubs in de competitie. De bond wilde 80 clubs om zo ook tegemoet te komen aan de kleinere clubs uit de verschillende kleinere staatscompetities, maar hierdoor vielen enkele grote clubs uit de boot. De dertien grootste clubs van het land, die sinds 1971 ook de beste resultaten behaalden en het meeste aantal toeschouwers hadden richtten de organisatie Clube dos 13 op en speelden dat jaar een eigen competitie, de Copa União. Coritiba, Santa Cruz en Goiás, de populairste clubs in hun staat werden uitgenodigd om het aantal in de competitie op 16 te brengen. 

## Taça Roberto Gomes Pedrosa
Normaliter zou ook America in de gele module spelen, maar de club, die het jaar ervoor nog vierde geworden was weigerde om in de zwakkere module te spelen.

### Eerste fase

#### Groep A
| Plaats | Club                | Wed. | W | G | V | Saldo | Ptn. |
| ------ | ------------------- | ---- | - | - | - | ----- | ---- |
| 1.     | Atlético Paranaense | 7    | 3 | 3 | 1 | 8:5   | 9    |
| 2.     | Guarani             | 7    | 4 | 1 | 2 | 9:6   | 9    |
| 3.     | Criciúma            | 7    | 4 | 0 | 3 | 9:9   | 8    |
| 4.     | Portuguesa          | 7    | 3 | 2 | 2 | 10:6  | 8    |
| 5.     | Atlético Goianiense | 7    | 3 | 2 | 2 | 7:6   | 8    |
| 6.     | Inter de Limeira    | 7    | 3 | 1 | 3 | 5:7   | 7    |
| 7.     | Rio Branco          | 7    | 2 | 2 | 3 | 4:5   | 6    |
| 8.     | Joinville           | 7    | 1 | 2 | 4 | 6:10  | 4    |

|  | Geplaatst voor de derde fase |

#### Groep B
| Plaats | Club    | Wed. | W | G | V | Saldo | Ptn. |
| ------ | ------- | ---- | - | - | - | ----- | ---- |
| 1.     | Sport   | 8    | 5 | 3 | 0 | 13:2  | 13   |
| 2.     | Vitória | 8    | 3 | 3 | 2 | 8:6   | 9    |
| 3.     | Bangu   | 8    | 3 | 2 | 3 | 5:5   | 8    |
| 4.     | Náutico | 8    | 3 | 0 | 5 | 8:13  | 6    |
| 5.     | Treze   | 8    | 2 | 2 | 4 | 8:10  | 6    |
| 6.     | Ceará   | 8    | 2 | 2 | 4 | 5:7   | 6    |
| 7.     | CSA     | 8    | 2 | 1 | 5 | 7:15  | 5    |

|  | Geplaatst voor de derde fase |

### Tweede fase

#### Groep A
| Plaats | Club                | Wed. | W | G | V | Saldo | Ptn. |
| ------ | ------------------- | ---- | - | - | - | ----- | ---- |
| 1.     | Guarani             | 7    | 4 | 2 | 1 | 9:3   | 10   |
| 2.     | Criciúma            | 7    | 3 | 3 | 1 | 8:3   | 9    |
| 3.     | Atlético Paranaense | 7    | 2 | 4 | 1 | 8:5   | 8    |
| 4.     | Portuguesa          | 7    | 3 | 1 | 3 | 3:4   | 7    |
| 5.     | Inter de Limeira    | 7    | 1 | 5 | 1 | 2:2   | 7    |
| 6.     | Rio Branco          | 7    | 1 | 4 | 2 | 4:7   | 6    |
| 7.     | Joinville           | 7    | 1 | 3 | 3 | 2:6   | 5    |
| 8.     | Atlético Goianiense | 7    | 1 | 2 | 4 | 1:7   | 4    |

|  | Geplaatst voor de derde fase |

#### Groep B
| Plaats | Club    | Wed. | W | G | V | Saldo | Ptn. |
| ------ | ------- | ---- | - | - | - | ----- | ---- |
| 1.     | Sport   | 6    | 4 | 1 | 1 | 6:4   | 9    |
| 2.     | Bangu   | 6    | 3 | 2 | 1 | 8:3   | 8    |
| 3.     | Vitória | 6    | 2 | 4 | 0 | 7:4   | 8    |
| 4.     | Treze   | 6    | 2 | 2 | 2 | 7:6   | 6    |
| 5.     | Ceará   | 6    | 2 | 0 | 4 | 4:7   | 4    |
| 6.     | Náutico | 6    | 1 | 2 | 3 | 5:9   | 4    |
| 7.     | CSA     | 6    | 0 | 3 | 3 | 2:6   | 3    |

|  | Geplaatst voor de derde fase |

### Derde fase
|  | halve finale        | halve finale | halve finale | halve finale |  |         | finale | finale | finale | finale |
|  |                     |              |              |              |  |         |        |        |        |        |
|  |                     |              |              |              |  |         |        |        |        |        |
|  | Atlético Paranaense | 0            | 0            | 0            |  |         |        |        |        |        |
|  | Guarani             | 0            | 1            | 1            |  |         |        |        |        |        |
|  |                     |              |              |              |  | Guarani | 2      | 0      | 2      |        |
|  |                     |              |              |              |  | Sport   | 0      | 3      | 3      |        |
|  | Bangu               | 3            | 1            | 4            |  |         |        |        |        |        |
|  | Sport               | 2            | 3            | 5            |  |         |        |        |        |        |

Details finale
|                      |                 |       |       |                                              |
| 6 december 1987 Heen | Guarani         | 2 – 0 | Sport | Brinco de Ouro, Campinas Toeschouwers: 2.415 |
| 6 december 1987 Heen | Evair 62' (pen) |       |       | Brinco de Ouro, Campinas Toeschouwers: 2.415 |

|                        |                                                                                              |       | |                                             |
| 13 december 1987 Terug | Sport                                                                                        | 3 – 0 | Guarani | Ilha do Retira, Recife Toeschouwers: 16.674 |
| 13 december 1987 Terug | Nando 19', 67' Macaé 61'                                                                     |       | | Ilha do Retira, Recife Toeschouwers: 16.674 |
| 13 december 1987 Terug | Strafschoppen                                                                                |       | | Ilha do Retira, Recife Toeschouwers: 16.674 |
| 13 december 1987 Terug | Betão Zico Marco Antônio Ribamar Augusto Nando Macaé Robertinho Estevam Rogério Flávio Betão | 11-11 | João Paulo Gílson Jader Giba Valdir Carioca Mário Maguila Catatau Edson Nei Ricardo Rocha Sérgio Neri Giba Gílson Jader | Ilha do Retira, Recife Toeschouwers: 16.674 |

## Eindronde
|                      |                   |       |           |                                              |
| 30 januari 1988 Heen | Guarani           | 1 – 1 | Sport     | Brinco de Ouro, Campinas Toeschouwers: 4.627 |
| 30 januari 1988 Heen | Catatau 62' (pen) |       | 52' Betão | Brinco de Ouro, Campinas Toeschouwers: 4.627 |

|                       |                   |       |         |                                             |
| 7 februari 1988 Terug | Sport             | 1 – 0 | Guarani | Ilha do Retira, Recife Toeschouwers: 26.282 |
| 7 februari 1988 Terug | Marco Antônio 64' |       |         | Ilha do Retira, Recife Toeschouwers: 26.282 |

### Kampioen
| Campeonato Brasileiro Série A de 1987 |
| Pernambuco                            |
| ------------------------------------- |
| SPORT Kampioen (1° titel)             |